# 국민군주제

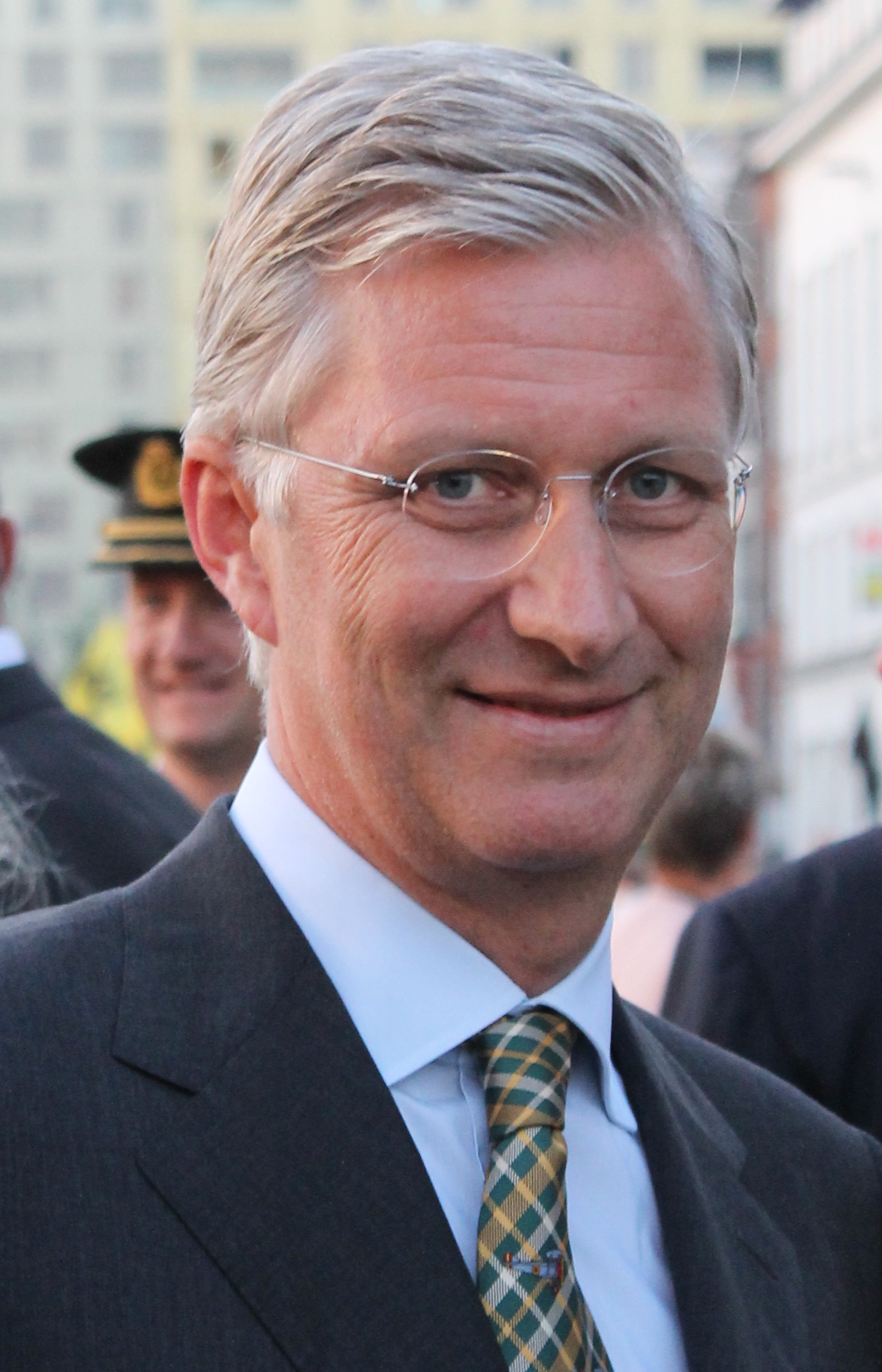

국민군주제(國民君主制, popular monarchy)는 1936년 킹슬리 마틴이 사용한 용어로, 지배하는 영토보다는 지배하는 백성에 의해 왕작이 규정되는 군주제를 말한다. 국민군주적 작위명들은 고전 고대에 일반적이었으며 이후 중세를 거치면서 19-20세기 유럽에까지 일부 잔존했다. 현재 유의미한 국민군주제 국가는 벨기에가 유일하다.

## 목록
| 국가                      | 왕작 작위명                         | 비고 |
| ------------------------- | ----------------------------------- | --- |
| 신성 로마 제국            | 로마인의 왕                         | 신성로마황제 선출자에게 주어지는 칭호. |
| 예탈란드 왕국             | 기트인의 왕                         | 중세 라틴어로 Rex Getarum 렉스 게타룸[*], 스웨덴어로 Götar konung 예타르 코눙[*]. |
| 크로아티아 왕국           | 크로아트인의 왕                     | 크로아티아어로 Kralj Hrvata 크랄리 흐르바타. 중세 라틴어로 Rex Chroatorum 렉스 크로아토룸[*]. 이후 "크로아트인과 달마티아인의 왕(크로아티아어: Kralj Hrvata i Dalmatinaca, 라틴어: Rex Chroatorum Dalmatarumque)"으로 확장됨.                                                                                        |
| 포르투갈 왕국             | 포르투갈인의 왕                     | 최초의 포르투갈 왕인 아폰수 1세는 자신이 전쟁터에서 왕으로 선출되었음을 기억하기 위해 왕호를 "포르투갈인의 왕"(라틴어: Rex Portugalensium)이라고 했다. 하지만 그 후대 왕들은 "포르투갈 국왕(라틴어: Rex Portugaliae, 포르투갈어: Rei de Portugal)" 왕호를 선호했다.                                                  |
| 프랑크 왕국 / 프랑스 왕국 | 프랑크인의 왕                       | 피핀 3세 이후 카롤링거 왕조 및 중세 프랑스에서 사용. |
| 프랑스-나바르 왕국        | 프랑스인의 왕                       | 루이 16세가 1791년-1792년(프랑스 입헌왕국 기간)에, 루이 필리프 1세가 1830년-1848년(7월 왕정)에 사용. |
| 프랑스 제국               | 프랑스인의 황제                     | 나폴레옹 1세, 나폴레옹 2세, 나폴레옹 3세가 사용. |
| 벨기에 왕국               | 벨기에인의 왕                       | 1831년 레오폴 1세가 입헌한 이래로 이 왕호를 사용. 벨기에는 현재 유일한 국민군주제 국가다. |
| 그리스 왕국               | 헬라인의 왕                         | 1863년-1974년 왕정폐지 때까지 사용. |
| 독일 제국                 | 독일 황제                           | 1871년-1918년 제정폐지 때까지 사용. "독일인의 황제"와 "독일국 황제"의 중간형태다. |
| 유고슬라비아 왕국         | 세르브인, 크로아트인, 슬로벤인의 왕 | 1918년에서 1929년 사이 사용. 그 이후에는 "유고슬라비아왕"으로 변경. 국민군주제 시절 유고 왕국을 "세르비아인-크로아티아인-슬로베니아인 왕국"이라고 따로 부르기도 한다. |
| 알바니아 왕국             | 알바니아인의 왕                     | 조그 1세가 사용. 1939년 조그 1세로부터 알바니아 왕위를 빼앗은 이탈리아의 비토리오 에마누엘레 3세는 "알바니아 국왕" 왕호를 사용했다. |
| 루마니아 왕국             | 루마니아인의 왕                     | 1881년-1947년 사용. |
| 잉글랜드 왕국             | 앵글로색슨인의 왕 또는 앵글인의 왕  | 중세 라틴어로 Rex Anglorum Saxonum 렉스 앙글로룸 삭소눔[*] 또는 Rex Anglorum 렉스 앙글로룸[*]). 9세기 말 앨프리드 대왕이 머시아 백성들이 자신을 왕으로 인정하자 그때부터 사용하기 시작했다. "잉글랜드 국왕"이라는 왕호는 애설스턴이 노르드인이 지배하는 요르비크를 쳐부수고 잉글랜드를 통일시켰을 때부터 사용되었다. |
| 스코틀랜드 왕국           | 스코트인의 왕                       | 1707년 연합법으로 잉글랜드와 스코틀랜드 왕위는 폐지되고 그레이트브리튼 왕위로 통합된다. |
| 웨일스 공국               | 웨일스인의 공                       | 브리튼인의 왕에서 유래한 표현. 12세기부터 "웨일스 공" 으로의 변화가 이루어지고 다버드 압 허웰린의 대에 이르러 웨일스인 뿐 아니라 웨일스 땅에 사는 모든 이를 다스린다는 의미에서 "웨일스 공"이 공식화된다. |
| 불가리아 차르국           | 불가리아인의 차르                   | 페르디난드 1세의 1908년-1918년 사이 공식 왕호. 페르디난드의 아들인 보리스 3세와 손자 시메온 2세는 "하느님의 은총과 인민의 의지로 세우신 불가리아인의 차르"이 공식 왕호였다. 사실 페르디난드 1세는 1887년 국회에서 "불가리아국 공"으로 선출되었던 바 있다.                                                            |